# Əsgər Məmmədəliyev
Əsgər Rövşən oğlu Məmmədəliyev (ur. 2000) – azerski zapaśnik walczący w stylu wolnym. Brązowy medalista igrzysk solidarności islamskiej w 2021. Trzeci na ME U-23 w 2019 i na ME kadetów w 2015 i 2016 roku.